# ماركوس بوي
ماركوس بوي (بالإنجليزية: Charly Boy)‏ هو صحفي وكاتب أغاني نيجيري، ولد في 19 يونيو 1951 في نيجيريا.